# Elegiarum libri IV, eiusdem Foricoenia sive Epigrammatum libellus
Elegiarum libri IV, eiusdem Foricoenia sive Epigrammatum libellus – zbiorcze wydanie wczesnych utworów Jana Kochanowskiego w języku łacińskim. Tom ukazał się w Krakowie w 1584 (w roku śmierci autora).
Dokładne daty powstania utwór zawartych w tomie nie są znane. Duża ich część powstała prawdopodobnie podczas pobytu Kochanowskiego w Padwie (1552-1555), ale są też utwory z późniejszego okresu.
W skład tomu wchodzą dwa cykle utworów:
- Elegiarum libri IV – cykl elegii, podzielony na cztery księgi. Na cykl składają się wiersze miłosne, utwory dedykowane przyjaciołom, współtowarzyszom pobytu Padwie, a także panegiryki i pochwała Zygmunta Augusta.
- Foricoenia sive Epigrammatum libellus – zbiór epigramatów (fraszek), odwołujących się do motywów z literatury greckiej, rzymskiej oraz nowołacińskiej.